# X Sculptoris
X Sculptoris är en pulserande variabel av Mira Ceti-typ (M) i stjärnbilden i Bildhuggaren. 
Stjärnan varierar mellan visuell magnitud +9,9 och 14,7 med en period av 265,2 dygn.